# Čičmany
Čičmany (Csicsmány in ungherese, Zimmermannshau in tedesco) è un comune della Slovacchia facente parte del distretto di Žilina nella regione omonima.
Si trova sui monti di Strážov, non lontano dalle sorgenti del fiume Rajčanka.

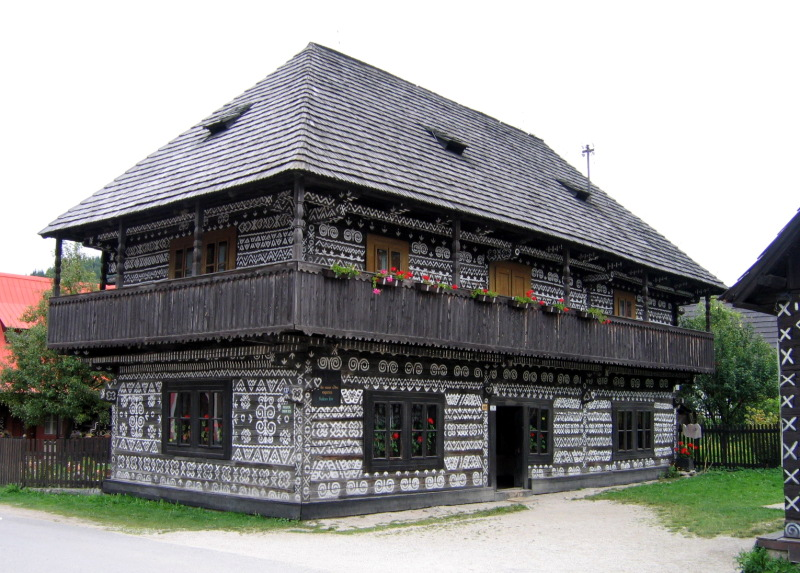
Una casa in legno, esempio di architettura popolare.

Il paese è famoso per i suoi esempi di architettura popolare, che furono valorizzati per la prima volta dall'architetto ed etnologo Dušan Jurkovič nel 1895 alla Mostra etnografica cecoslovacca a Praga. Il paese ospita un'esposizione etnografica e vi si possono visitare il castello e la chiesa parrocchiale dell'Invenzione della Santa Croce.